# Place Jean-V
La place Jean-V est une voie de Nantes, en France.

## Situation et accès
Située dans le centre-ville de Nantes, la place Jean-V, qui relie la rue Hippolyte-Durand-Gasselin à la rue Voltaire, est bitumée et ouverte à la circulation automobile.

## Origine du nom
Le nom de « Place jean-V » est dû à la présence du manoir de Jean V (ou « manoir de la Touche »), édifié entre 1425 et 1440 par le cardinal Jean de Malestroit, et dans lequel mourut le duc Jean V, le 29 août 1442.

## Historique
Elle porte le nom de « place Jean-V » depuis 1899.

## Bâtiments remarquables et lieux de mémoire
L'ouest de la place est bordé par l'ancienne propriété de Thomas Dobrée (1810-1895), qui abrite outre le manoir Jean V, le palais qu'il avait fait construire en 1862 pour abriter ses collections devenue depuis le musée départemental Thomas-Dobrée.